# Tachina enussa
Tachina enussa är en tvåvingeart som beskrevs av Walker 1853. Tachina enussa ingår i släktet Tachina och familjen parasitflugor. Inga underarter finns listade i Catalogue of Life.